# Jiangyan
Jiangyan (chiń. 姜堰区; pinyin Jiāngyàn Qū) – dzielnica w prefekturze miejskiej Taizhou we wschodnich Chinach, w prowincji Jiangsu. W 2000 roku liczyła ok. 861 tys. mieszkańców.
21 grudnia 1942 roku urodził się tam Hu Jintao, chiński polityk, były przewodniczący Chińskiej Republiki Ludowej.

## Historia
W okresie dynastii Zhou tereny dzisiejszego Jiangyan wchodziły w skład państw Wu, Yue, a następnie Chu. Po ustanowieniu dynastii Qin obszar Jiangyan został włączony do komanderii Donghai, a w 117 roku p.n.e. (w czasie rządów wschodniej dynastii Han) przyłączono go do nowo powstałego powiatu Hailing, który od 620 roku nosił nazwę Wuling. W 937 roku tereny Jiangyan weszły w skład nowo powstałej prefektury Tai i należały do niej aż do 1912 roku, kiedy prefekturę przekształcono w powiat Tai. W 1994 roku powiat Tai przekształcono w miasto na prawach powiatu Jiangyan. W grudniu 2012 roku Jiangyan utraciło status miasta i zostało przyłączone do Taizhou jako dzielnica.